# 图波列夫 Tu-28
图波列夫 Tu-28 是1960年代由苏联官方公開曝光的一款長距離攔截機。 雖然正式名稱為 Tu-128 ，但是這個稱號很少在西方國家使用提及。 然而它是曾經被蘇聯空軍使用過最重型的戰機之一。
圖-28/圖-128的北約代號是「小提琴手」（Fiddler），它是由轟炸機發展而來的大型戰鬥機，圖-28/圖-128僅有蘇聯使用，從未出口。

## 發展經過
1956年图波列夫设计局开发了作为亚音速的Tu 16（设计局编号Ty 88）后续机种的超音速中型轰炸机Ty 98（设计局编号）。适逢美国在开发高超音速的SR 71和B 70，同期苏方高超音速的Mig 25也在开发之中，所以苏联立即改造原本轰炸用的Ty 98（设计局编号）成为对空截击用Tu 28，暂时充当超音速截击机以对付可能的超音速侦察机和超音速轰炸机以及亚音速的欧、美轰炸机，用以覆盖其国内防空的西伯利亚地区；因为此地区地广人稀不适合部署1957年服役的SA 2防空导弹；也不适合部署1958年服役的Yak-28，因其载重力和航程不足。
Ty-98是苏联第一款超音速轰炸机，虽不成功未能批量投产，仅制造了2架样机，但其3座串列座舱布局被用于后来重一倍的Tu-22（设计局编号Ty 105）；其更改设计取消机内弹舱并定型为Tu-28截击型，搭载4枚每枚半吨R-4空对空导弹的配置被用于后来的Mig-25。

## 變種

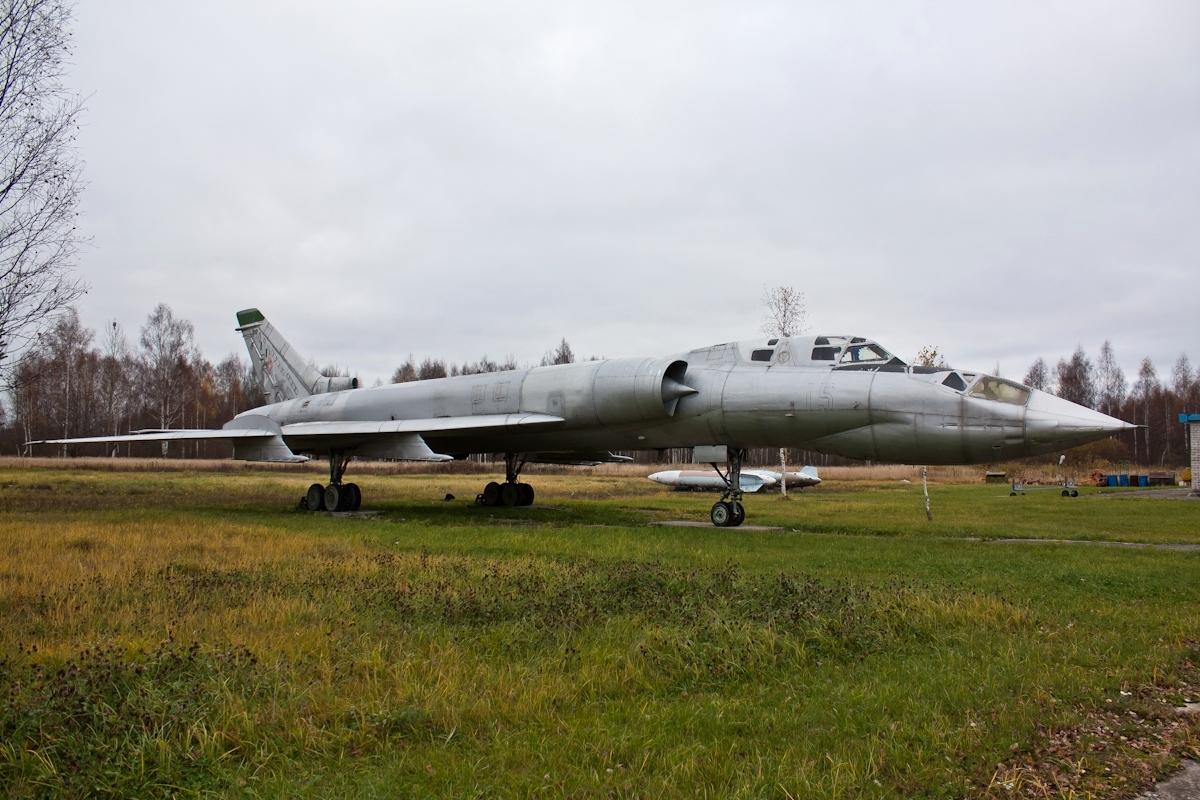
图波列夫 Tu-128UT

### 已廢棄
Tu-28A
新發展，已廢棄。
Tu-28-80
開發代號， 已廢棄。
Tu-28-100
開發代號， 已廢棄。
Tu-138
新發展，已廢棄。
Tu-148
新發展，已廢棄。

## 設計

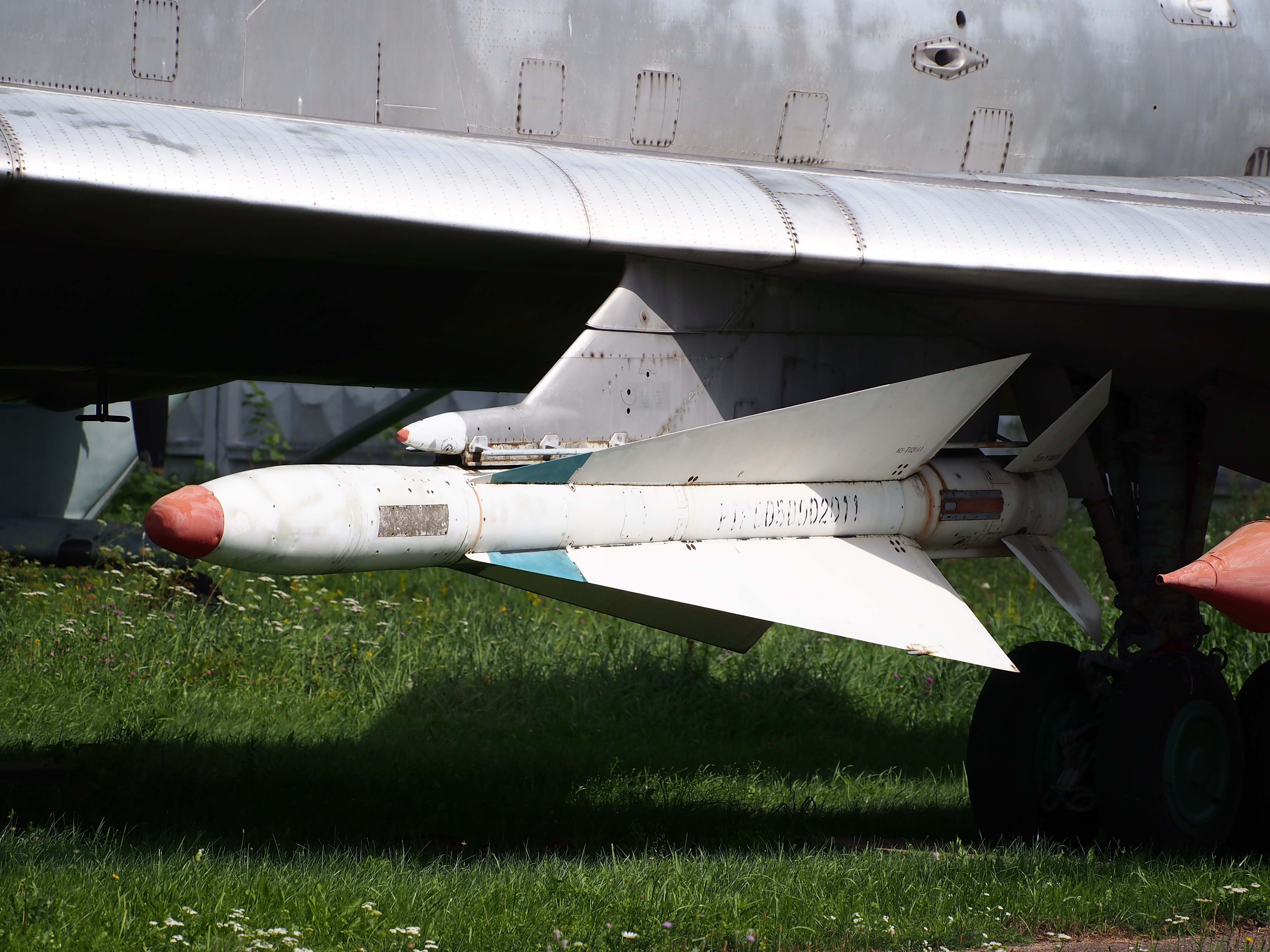
Tu-28/Tu-128的戰法就是向發現的敵機發射4枚R-4空對空飛彈，即是把它當成是會飛的防空飛彈發射器

Tu-28/Tu-128的前身是Ty-98，這是一種可作超音速飛行的轟炸機，它可載4000公斤炸彈並以超音速突破敵方防空網，但這種戰術對於防空飛彈林立的北約防空兵力而言已是過時的自殺戰術；1957年北约还没有林立或可靠及严密的防空导弹，北约1960年才开始于欧洲部署早期的“奈基-大力士(勝利女神飛彈-力士型，MIM-14)”防空导弹，1965年才开始在欧部署兼具车载机动性的实用的“奈基-鹰(MIM-23鷹式飛彈)”式防空导弹，其性能有限，没有妨碍苏美在60-80年代又开发了各种更大、更快的超音速轰炸机；1957年Ty-98定型，當時的蘇聯國土防空軍司令薩維特斯基元帥认为Ty-98仅4吨的载弹能力做为一款轰炸机明显不足，仅生产了2架轰炸型后，下令把它改為防空戰鬥機（即是「截擊機」），后成为批量生产的Tu 28，搭载的重型空空导弹和雷达的总重也有近3吨，1961年的圖希諾航空展上首次公開。
Tu-28/Tu-128和其前身Ty-98的外表相似，由于取消了机内弹舱，它機身瘦長而形似火箭，機翼採用大後掠翼設計（比Ty-98的後掠角度還大一些），其駕駛艙採用一般轟炸機/民航客機的座艙罩，前方為飛行員而後方為雷達員，機頭載有RP-5狂風式雷達，最大探測距離200，不过50年代的机载雷达都较为原始，通过机载雷达引导的有效作战距离约50公里，其電子設備不是很完善尤其並無電子對抗和雷達警告設備，故仍需依靠地面的远程雷達引導。
Tu-28/Tu-128由於是由轟炸機改成，故它是一種重型戰鬥機，正常起飛重量24噸而最大起飛重量達到40噸，幾乎等同一輛坦克，所以，Tu-28/Tu-128虽無戰鬥機的空戰靈活性却具当时高速长程的特点。它的起落架很粗壯尤其是後方起落架是4輪的。它無機炮而是在機翼下掛載4枚R-4空對空飛彈，分別是雷達導引的R-4R和紅外線導引的R-4T，而其戰法就是向發現的敵機發射此4枚空對空飛彈，即是把它當成是會飛的防空飛彈發射器。因为Tu 28只是轰炸机改装而来的暂时的超音速截击机代用品，苏联同期加紧开发全新的Mig 25并大获成功。

## 實戰

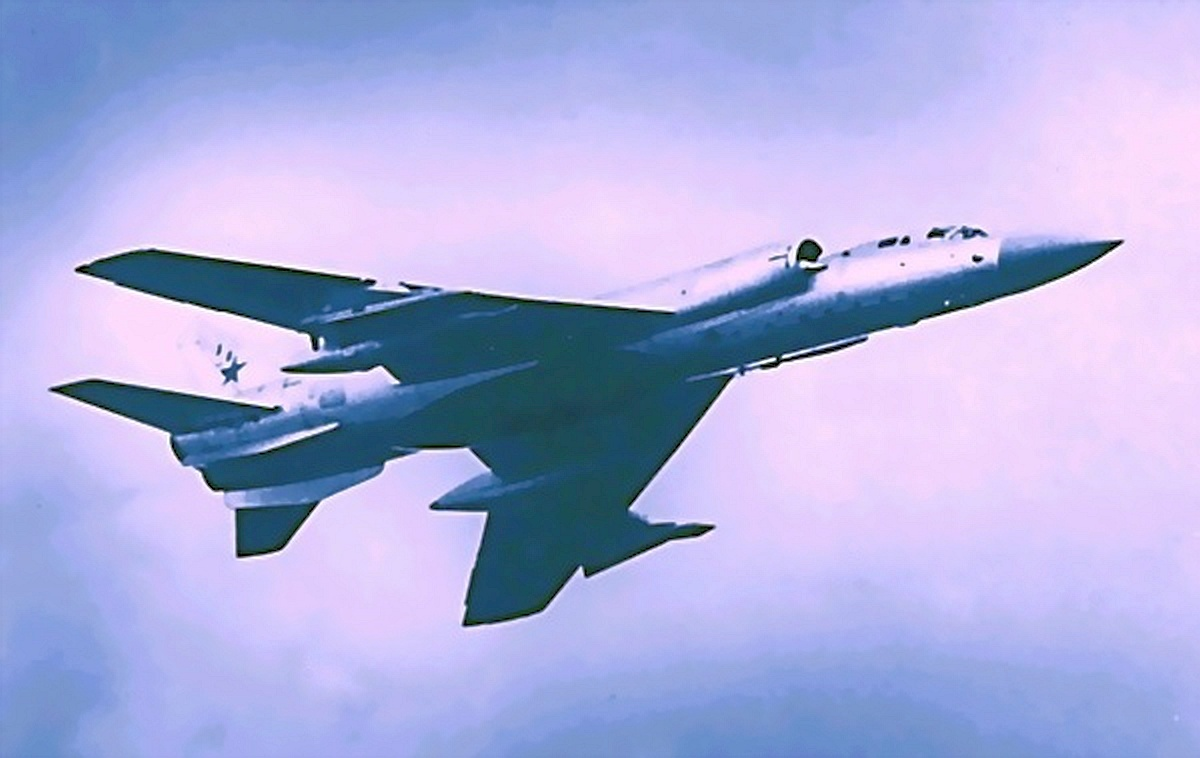
防守西伯利亞的Tu-28/Tu-128，因假象敌入侵纪录为零所以實戰紀錄為零

Tu-28/Tu-128服役後主要給國土防空軍使用並部署在西伯利亞，防備美國從阿拉斯加地區起飛的戰略轟炸機（例如:B-52），這是由於西伯利亞地大人稀而且氣候寒冷，不適宜部處在地上的防空飛彈，因此Tu-28/Tu-128在那裡的作用就是取代這些防空飛彈，Tu-28/Tu-128每日就是從西伯利亞的機場起飛，在地面雷達的導引下飛行作為空中巡邏，一旦發現敵機入侵領空就向它發射全部的R-4空對空飛彈，然後飛走絕不戀戰，因已投掷所有武器也无需恋战。而在Tu-28/Tu-128服役的20多年中，美國從未在此發動過空中攻擊，因美国轰炸机侵入苏联轰炸的纪录为零，讓Tu-28/Tu-128的實戰紀錄為零。

## 使用國家
苏联
- 苏联国土防空军

## 基本資料(Tu-128)
- 乘員：2人（飛行員和雷達員）
- 全長：30.06米
- 翼展：17.53米
- 全高： 7.15米
- 翼面積: 96.94平方米
- 空重：24,500公斤
- 載重:  40,000公斤

Tu-128三視圖

- 最大起飞重量： 43,000至43,700公斤
- 最快速度：1,665公里/小時
- 航程： 2,565公里
- 昇限：15,600米
- 發動機：2具AL-7F噴射發動機（每俱推力:99.1kN）
- 武裝：2支R-4R雷達導向空對空飛彈+2支R-4T紅外線導向空對空飛彈